# ایوگنی ردکین
ایوگنی ردکین (روسی: Евгений Леонидович Редькин؛ زادهٔ ۲ فوریهٔ ۱۹۷۰) ورزشکار دوگانه اهل بلاروس بود.